# Андрей Денчев
Андрей Денчев е български инженер енергетик.

## Биография
Андрей Денчев Андреев е роден в с. Килифарево (сега град), област Велико Търново, България. Завършва средно Механотехническо училище в Габрово през 1941 г. и Държавната политехника в гр. София, със специалност „Електроинженер“ през 1950 г.
От началото на 1951 г. в продължение на 39 години работи в „Енергопроект“. Започва трудовата си кариера в института като проектант. От 1954 г. заема длъжността Главен инженер, а скоро след това – Ръководител на отдел „Машинно-електротехнически“ към Хидротехническото направление. Под негово ръководство отделът разработва проектите за технологичната част от водните централи от „Баташки водносилов път“, на ВЕЦ „Студен кладенец“ и други. От 1961 г. е Главен инженер на направление „Техническо развитие“, а от 1963 г. – Ръководител на „Технологично направление“.
От 1965 г. в продължение на 25 години той е Главен директор на „Енергопроект“ (най-дългогодишният ръководител в историята на института). Това е периодът на най-голямо енергийно строителство на България. По проекти на „Енергопроект“ се изграждат крупни хидроенергийни обекти. Някои от тях, като ПАВЕЦ „Чаира“, със своята сложност и технически параметри се нареждат сред уникалните световни хидротехнически обекти. Институтът самостоятелно проектира топлоелектрически централи с големи мощности. Гордост за българската енергетика са ТЕЦ „Бобов дол“, ТЕЦ „Марица-изток 3“, ТЕЦ „Марица-изток 2“ – втори и трети етап. Голям е приносът на „Енергопроект“, под ръководството на инж. Денчев, по проекта АЕЦ „Козлодуй“.
Инж. Андрей Денчев ръководи изготвянето от „Енергопроект“ на важни разработки по планиране развитието на енергетиката в България, по конфигурацията и автоматизацията на енергийната система. Изключителен е приносът на инж. Денчев по развитието и окомплектоването на института със собствена база: лаборатории, масово внедряване на компютърна техника, изграждане на система за размножаване и съхранение на проектна и научна документация.
Инженеринговата дейност на „Енергопроект“ под ръководството на инж. Денчев е позната в 17 страни от Близкия изток, Африка и Латинска Америка.
За приноса му в проектирането на големи енергийни проекти, инж. Андрей Денчев е отличен с редица държавни награди:
- орден „Георги Димитров“;
- орден „Народна Република“ I степен;
- орден „Народна Република“ IІІ степен;
- орден „Червено знаме“;
- „Народен орден на труда“.

Заслужил деятел на техниката. Удостоен е със званието „Почетен гражданин на София“.
Дългогодишен член на Софийския градски комитет на БКП и на Бюрото на Районния комитет на БКП, Благоевски район, гр. София.